# John Lennon-museum
Het John Lennon-museum was een museum over John Lennon in de Super Arena in de Japanse stad Saitama. 
Het museum toonde een collectie van honderddertig stukken uit verschillende delen van het leven van Lennon, waaronder gitaren, pakken, handgeschreven songteksten, foto's en zijn bril. Daarnaast was zijn muziek te beluisteren en lagen er voor bezoekers tijdschriften met artikelen over hem.
Het museum kwam tot stand met een vijfjarige overeenkomst tussen het Taksei Museum en de Lennons weduwe Yoko Ono. Het museum werd geopend op 9 oktober 2000, de dag dat Lennon zestig jaar oud zou zijn geworden, en werd tussendoor nog met vijf jaar verlengd.
Het museum trok in het eerste jaar 124.000 bezoekers en in het laatste jaar 30.000. In 2010 verlengde de Taksei Corporation de overeenkomst niet vanwege de teleurstellende bezoekersaantallen, zodat het museum zijn deuren moest sluiten op 30 september 2010. In het laatste jaar leed het museum een verlies van 100 miljoen yen, afgerond 1 miljoen euro.